# Aulacorthum phytolaccae
Aulacorthum phytolaccae är en insektsart. Aulacorthum phytolaccae ingår i släktet Aulacorthum och familjen långrörsbladlöss. Inga underarter finns listade i Catalogue of Life.